# Petardă

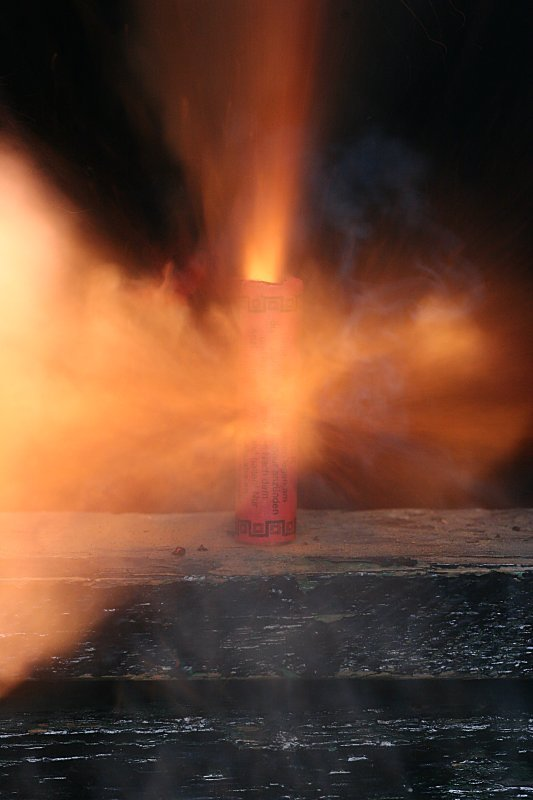
Petardă în explozie

Petardele sunt explozive de mică dimensiune care sunt făcute cu scopul de a produce zgomot, pentru divertisment.
Sunt folosite în general de sărbători și au fost inventate în China. Petardele sunt o încărcătură mică de praf de pușcă, sub diferite forme, de la clasica formă de tip cilindru alungit până la forme triunghiulare sau chiar rotunde. Acestea sunt folosite în special pentru divertisment în preajma sărbătorilor de iarnă. În unele tradiții, ele sunt folosite pentru alungarea „spiritelor rele”.

Cantitatea de praf se transformă brusc în gaz și căldura produce o perturbație atmosferică, trimițând o undă sonoră în aer. O cantitate de 5 grame de praf se transformă într-un metru cub de gaze și resturi solide de materiale neinflamabile.
La o petardă contează construcția, cantitatea de praf și calitatea lui.

## Aspecte legale
Din decembrie 2006, legea din România interzice comercializarea și folosirea petardelor, precum și a artificiilor care au un conținut pirotehnic mai mare de 3 grame.
Deținerea sau comercializarea produselor pirotehnice se pedepsește și cu închisoare de până la 12 luni.